# 15e étape du Tour de France 2013
Pour un article plus général, voir Tour de France 2013.
La 15e étape du Tour de France 2013 s'est déroulée le dimanche 14 juillet 2013. Elle part de Givors et arrive au mont Ventoux. Elle est la plus longue de la centième édition du tour, avec 242 km et la plus longue depuis treize ans et l'étape Belfort-Troyes de 2000.

## Parcours
La plus longue étape du Tour 2013, de 242 km, traverse quatre départements : le Rhône, l'Isère, la Drôme et le Vaucluse. Le parcours passe par trois côtes de quatrième catégorie : les côtes d'Eyzin-Pinet, de Primarette, et de Lens-Lestang, puis une côte de troisième catégorie, la côte de Bourdeaux, avant le final par la face sud du mont Ventoux, classé en Hors catégorie. Ce final est précédé par un sprint à Malaucène.

## Déroulement de la course
Beaucoup de coureurs tentent leur chance dès le début de l'étape, parmi eux le porteur du maillot de champion du monde Philippe Gilbert (BMC Racing). Une échappée se crée après 30 km avec un groupe de dix coureurs, composé de Sylvain Chavanel (Omega Pharma-Quick Step), Pierrick Fédrigo et Jérémy Roy (FDJ.fr), Christophe Riblon (AG2R La Mondiale), Julien El Fares (Sojasun), Alberto Losada (Katusha), Daryl Impey (Orica-GreenEDGE), Peter Sagan (Cannondale), Markel Irizar (RadioShack-Leopard) et Wout Poels (Vacansoleil-DCM). Ces coureurs comptent jusqu'à plus de 7 minutes d'avance sur le peloton. Au sprint intermédiaire de Malaucène, le Slovaque Sagan passe en tête, confortant son maillot vert.
Sous l'impulsion de l'équipe Movistar, l'écart se réduit fortement. Aux abords de l'ascension finale, la formation Sky augmente la vitesse du peloton. Dans le même temps, Chavanel dynamite le groupe et part seul s'attaquer aux pentes du mont Ventoux, avec 1 minute 50 secondes d'avance sur les favoris. Mikel Nieve (Euskaltel Euskadi) et Jan Bakelants (RadioShack-Leopard) lancent les premières offensives, suivis de Nairo Quintana (Movistar). Ce dernier revient sur Bakelants, Chavanel et Nieve, puis part seul. Dans le peloton, sous l'impulsion de Peter Kennaugh (Sky) dans un premier temps mais surtout de son coéquipier Richie Porte dans un second temps, le peloton est considérablement réduit. À 8 km de l'arrivée, Porte avec Christopher Froome dans la roue, ne sont plus suivis que par Alberto Contador et Roman Kreuziger de la Saxo-Tinkoff. 1 km plus loin, Froome place une accélération imparable qui laisse sur place Contador et Kreuziger. Il rejoint rapidement Quintana. Les deux coureurs restent ensemble jusqu'à 2 km du sommet, avant que Froome ne dépose le Colombien. Il franchit seul l'arrivée en haut du « mont Chauve ». Quintana termine deuxième, Nieve prenant la troisième place. Froome conserve le maillot jaune et repousse le deuxième Bauke Mollema (Belkin) à 4 minutes 14 secondes et le troisième Contador à 4 minutes 25 secondes.

## Suspicion de dopage
La performance de Christopher Froome dans la montée du Ventoux interpelle de nombreux spécialistes du cyclisme. C'est notamment son attaque pour lâcher Alberto Contador qui surprend. Il est resté assis sur sa selle en pédalant à 120 tours de pédales minutes sans se mettre en danseuse. Les temps de montée du Ventoux de Froome sont à quelques secondes seulement du record de Lance Armstrong à une époque où il a reconnu être dopé,. Les commentateurs signalent cependant que les conditions météo étaient plus favorables à Froome car le vent contraire était plus faible qu'au moment de ce record.[réf. nécessaire]

## Résultats

### Classement de l'étape

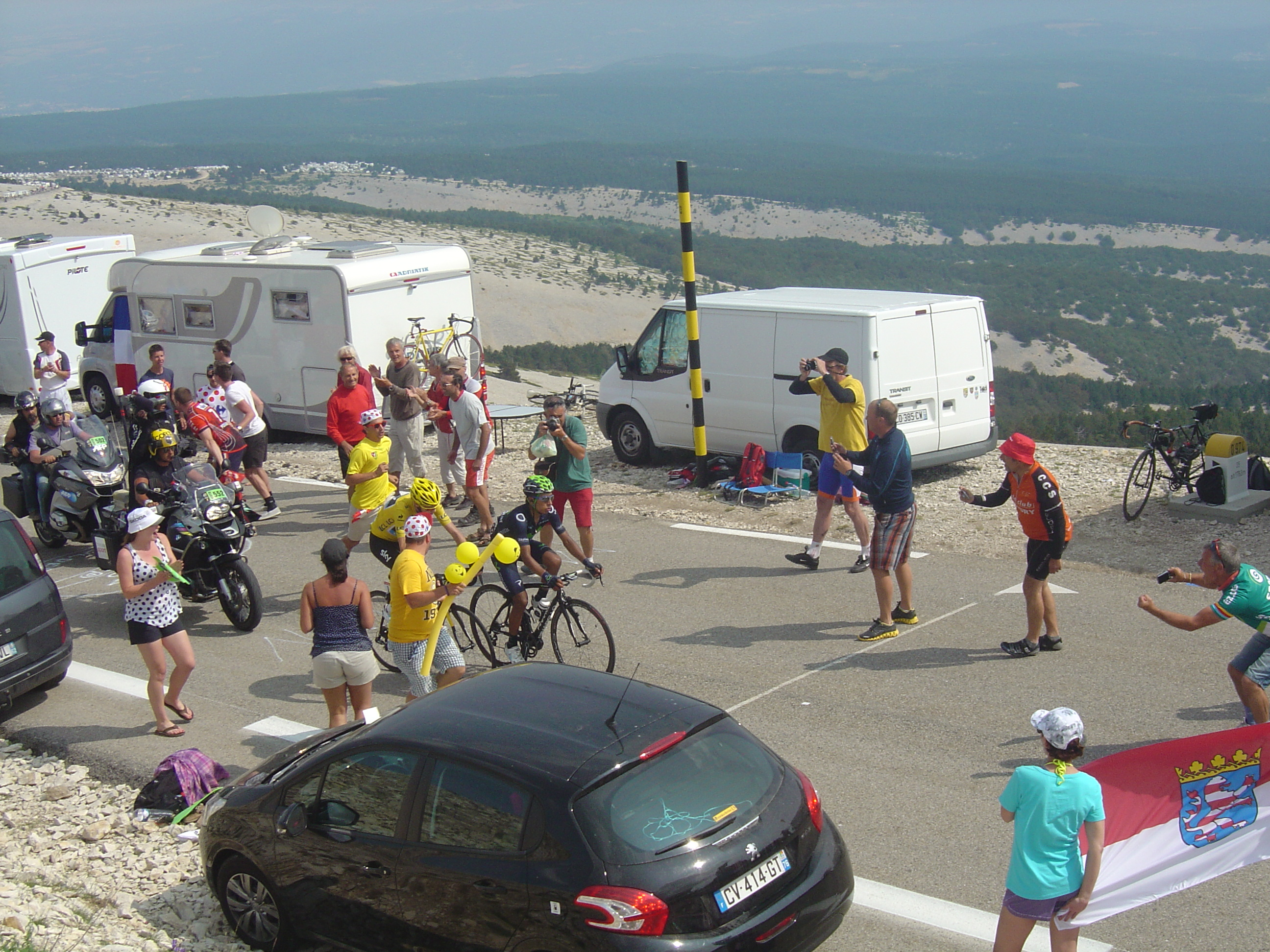
Christopher Froome et Nairo Quintana juste avant la dernière accélération du coureur britannique.

| Classement de la 15e étape | Classement de la 15e étape | Classement de la 15e étape | Classement de la 15e étape | Classement de la 15e étape |
|                            | Coureur                    | Pays                       | Équipe                     | Temps                      |
| -------------------------- | -------------------------- | -------------------------- | -------------------------- | -------------------------- |
| 1er                        | Christopher Froome         | Royaume-Uni                | Sky                        | en 5 h 48 min 45 s         |
| 2e                         | Nairo Quintana             | Colombie                   | Movistar                   | + 29 s                     |
| 3e                         | Mikel Nieve                | Espagne                    | Euskaltel Euskadi          | + 1 min 23 s               |
| 4e                         | Joaquim Rodríguez          | Espagne                    | Katusha                    | + 1 min 23 s               |
| 5e                         | Roman Kreuziger            | Tchéquie                   | Saxo-Tinkoff               | + 1 min 40 s               |
| 6e                         | Alberto Contador           | Espagne                    | Saxo-Tinkoff               | + 1 min 40 s               |
| 7e                         | Jakob Fuglsang             | Danemark                   | Astana                     | + 1 min 43 s               |
| 8e                         | Bauke Mollema              | Pays-Bas                   | Belkin                     | + 1 min 46 s               |
| 9e                         | Laurens ten Dam            | Pays-Bas                   | Belkin                     | + 1 min 53 s               |
| 10e                        | Jean-Christophe Péraud     | France                     | AG2R La Mondiale           | + 2 min 8 s                |
| modifier                   |                            |                            |                            |                            |

### Points attribués
| Sprint intermédiaire de Malaucène (km 208) | Sprint intermédiaire de Malaucène (km 208) | Sprint intermédiaire de Malaucène (km 208) | Sprint intermédiaire de Malaucène (km 208) | Sprint intermédiaire de Malaucène (km 208) |
| ------------------------------------------ | ------------------------------------------ | ------------------------------------------ | ------------------------------------------ | ------------------------------------------ |
|                                            | Coureur                                    | Pays                                       | Équipe                                     | Point(s)                                   |
| 1er                                        | Peter Sagan                                | Slovaquie                                  | Cannondale                                 | 20                                         |
| 2e                                         | Sylvain Chavanel                           | France                                     | Omega Pharma-Quick Step                    | 17                                         |
| 3e                                         | Daryl Impey                                | Afrique du Sud                             | Orica-GreenEDGE                            | 15                                         |
| 4e                                         | Wout Poels                                 | Pays-Bas                                   | Vacansoleil-DCM                            | 13                                         |
| 5e                                         | Jérémy Roy                                 | France                                     | FDJ.fr                                     | 11                                         |
| 6e                                         | Alberto Losada                             | Espagne                                    | Katusha                                    | 10                                         |
| 7e                                         | Markel Irizar                              | Espagne                                    | RadioShack-Leopard                         | 9                                          |
| 8e                                         | Pierrick Fédrigo                           | France                                     | FDJ.fr                                     | 8                                          |
| 9e                                         | Christophe Riblon                          | France                                     | AG2R La Mondiale                           | 7                                          |
| 10e                                        | André Greipel                              | Allemagne                                  | Lotto-Belisol                              | 6                                          |
| 11e                                        | Mark Cavendish                             | Royaume-Uni                                | Omega Pharma-Quick Step                    | 5                                          |
| 12e                                        | José Joaquín Rojas                         | Espagne                                    | Movistar                                   | 4                                          |
| 13e                                        | Imanol Erviti                              | Espagne                                    | Movistar                                   | 3                                          |
| 14e                                        | Jonathan Castroviejo                       | Espagne                                    | Movistar                                   | 2                                          |
| 15e                                        | Andrey Amador                              | Costa Rica                                 | Movistar                                   | 1                                          |
| modifier                                   |                                            |                                            |                                            |                                            |

| Classement de l'étape | Classement de l'étape  | Classement de l'étape | Classement de l'étape | Classement de l'étape |
| --------------------- | ---------------------- | --------------------- | --------------------- | --------------------- |
|                       | Coureur                | Pays                  | Équipe                | Point(s)              |
| 1er                   | Christopher Froome     | Royaume-Uni           | Sky                   | 20                    |
| 2e                    | Nairo Quintana         | Colombie              | Movistar              | 17                    |
| 3e                    | Mikel Nieve            | Espagne               | Euskaltel Euskadi     | 15                    |
| 4e                    | Joaquim Rodríguez      | Espagne               | Katusha               | 13                    |
| 5e                    | Roman Kreuziger        | Tchéquie              | Saxo-Tinkoff          | 11                    |
| 6e                    | Alberto Contador       | Espagne               | Saxo-Tinkoff          | 10                    |
| 7e                    | Jakob Fuglsang         | Danemark              | Astana                | 9                     |
| 8e                    | Bauke Mollema          | Pays-Bas              | Belkin                | 8                     |
| 9e                    | Laurens ten Dam        | Pays-Bas              | Belkin                | 7                     |
| 10e                   | Jean-Christophe Péraud | France                | AG2R La Mondiale      | 6                     |
| 11e                   | Bart De Clercq         | Belgique              | Lotto-Belisol         | 5                     |
| 12e                   | Michael Rogers         | Australie             | Saxo-Tinkoff          | 4                     |
| 13e                   | Alejandro Valverde     | Espagne               | Movistar              | 3                     |
| 14e                   | Daniel Martin          | Irlande               | Garmin-Sharp          | 2                     |
| 15e                   | Richie Porte           | Australie             | Sky                   | 1                     |
| modifier              |                        |                       |                       |                       |

### Cols et côtes

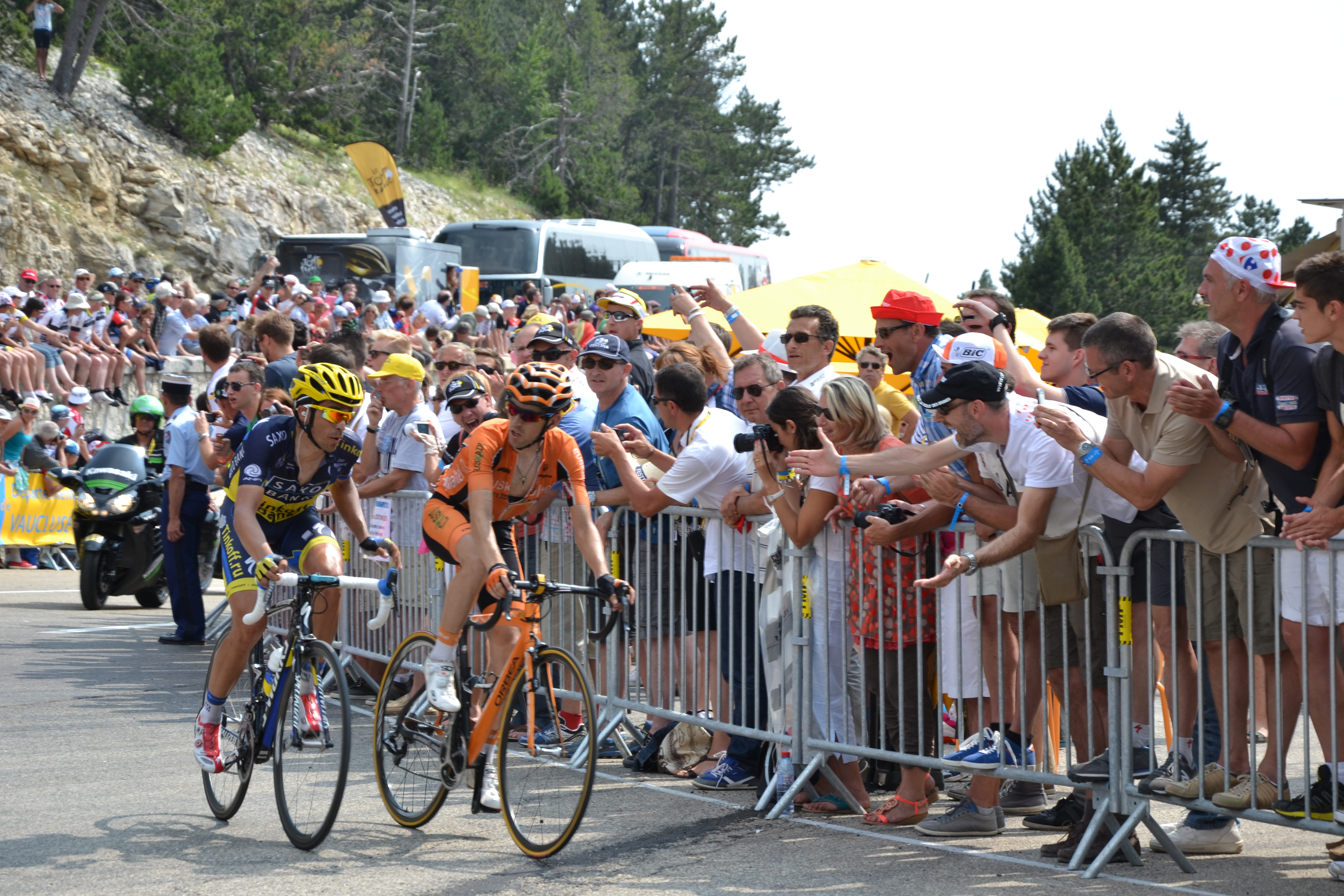
Mikel Nieve et Alberto Contador au niveau du Chalet Reynard.

| Côte d'Eyzin-Pinet (km 20,5) 4e catégorie | Côte d'Eyzin-Pinet (km 20,5) 4e catégorie | Côte d'Eyzin-Pinet (km 20,5) 4e catégorie | Côte d'Eyzin-Pinet (km 20,5) 4e catégorie | Côte d'Eyzin-Pinet (km 20,5) 4e catégorie |
| ----------------------------------------- | ----------------------------------------- | ----------------------------------------- | ----------------------------------------- | ----------------------------------------- |
|                                           | Coureur                                   | Pays                                      | Équipe                                    | Point(s)                                  |
| 1er                                       | Thomas De Gendt                           | Belgique                                  | Vacansoleil-DCM                           | 1                                         |
| modifier                                  |                                           |                                           |                                           |                                           |

| Côte de Primarette (km 26,5) 4e catégorie | Côte de Primarette (km 26,5) 4e catégorie | Côte de Primarette (km 26,5) 4e catégorie | Côte de Primarette (km 26,5) 4e catégorie | Côte de Primarette (km 26,5) 4e catégorie |
| ----------------------------------------- | ----------------------------------------- | ----------------------------------------- | ----------------------------------------- | ----------------------------------------- |
|                                           | Coureur                                   | Pays                                      | Équipe                                    | Point(s)                                  |
| 1er                                       | Pierre Rolland                            | France                                    | Europcar                                  | 1                                         |
| modifier                                  |                                           |                                           |                                           |                                           |

| Côte de Lens-Lestang (km 44,5) 4e catégorie | Côte de Lens-Lestang (km 44,5) 4e catégorie | Côte de Lens-Lestang (km 44,5) 4e catégorie | Côte de Lens-Lestang (km 44,5) 4e catégorie | Côte de Lens-Lestang (km 44,5) 4e catégorie |
| ------------------------------------------- | ------------------------------------------- | ------------------------------------------- | ------------------------------------------- | ------------------------------------------- |
|                                             | Coureur                                     | Pays                                        | Équipe                                      | Point(s)                                    |
| 1er                                         | Julien El Fares                             | France                                      | Sojasun                                     | 1                                           |
| modifier                                    |                                             |                                             |                                             |                                             |

| Côte de Bourdeaux (km 143) 3e catégorie | Côte de Bourdeaux (km 143) 3e catégorie | Côte de Bourdeaux (km 143) 3e catégorie | Côte de Bourdeaux (km 143) 3e catégorie | Côte de Bourdeaux (km 143) 3e catégorie |
| --------------------------------------- | --------------------------------------- | --------------------------------------- | --------------------------------------- | --------------------------------------- |
|                                         | Coureur                                 | Pays                                    | Équipe                                  | Point(s)                                |
| 1er                                     | Jérémy Roy                              | France                                  | FDJ.fr                                  | 2                                       |
| 2e                                      | Christophe Riblon                       | France                                  | AG2R La Mondiale                        | 1                                       |
| modifier                                |                                         |                                         |                                         |                                         |

| \| Mont Ventoux (km 242,5) Hors catégorie \| Mont Ventoux (km 242,5) Hors catégorie \| Mont Ventoux (km 242,5) Hors catégorie \| Mont Ventoux (km 242,5) Hors catégorie \| Mont Ventoux (km 242,5) Hors catégorie \| \| -------------------------------------- \| -------------------------------------- \| -------------------------------------- \| -------------------------------------- \| -------------------------------------- \| \| \| Coureur \| Pays \| Équipe \| Point(s) \| \| 1er \| Christopher Froome \| Royaume-Uni \| Sky \| 50 \| \| 2e \| Nairo Quintana \| Colombie \| Movistar \| 40 \| \| 3e \| Mikel Nieve \| Espagne \| Euskaltel Euskadi \| 32 \| \| 4e \| Joaquim Rodríguez \| Espagne \| Katusha \| 28 \| \| 5e \| Roman Kreuziger \| Tchéquie \| Saxo-Tinkoff \| 24 \| \| 6e \| Alberto Contador \| Espagne \| Saxo-Tinkoff \| 20 \| \| 7e \| Jakob Fuglsang \| Danemark \| Astana \| 16 \| \| 8e \| Bauke Mollema \| Pays-Bas \| Belkin \| 12 \| \| 9e \| Laurens ten Dam \| Pays-Bas \| Belkin \| 8 \| \| 10e \| Jean-Christophe Péraud \| France \| AG2R La Mondiale \| 4 \| \| modifier \| \| \| \| \| |                        |             |                   |          |
| Mont Ventoux (km 242,5) Hors catégorie |                        |             |                   |          |
| | Coureur                | Pays        | Équipe            | Point(s) |
| 1er | Christopher Froome     | Royaume-Uni | Sky               | 50       |
| 2e | Nairo Quintana         | Colombie    | Movistar          | 40       |
| 3e | Mikel Nieve            | Espagne     | Euskaltel Euskadi | 32       |
| 4e | Joaquim Rodríguez      | Espagne     | Katusha           | 28       |
| 5e | Roman Kreuziger        | Tchéquie    | Saxo-Tinkoff      | 24       |
| 6e | Alberto Contador       | Espagne     | Saxo-Tinkoff      | 20       |
| 7e | Jakob Fuglsang         | Danemark    | Astana            | 16       |
| 8e | Bauke Mollema          | Pays-Bas    | Belkin            | 12       |
| 9e | Laurens ten Dam        | Pays-Bas    | Belkin            | 8        |
| 10e | Jean-Christophe Péraud | France      | AG2R La Mondiale  | 4        |
| modifier |                        |             |                   |          |

## Classements à l'issue de l'étape

### Classement général

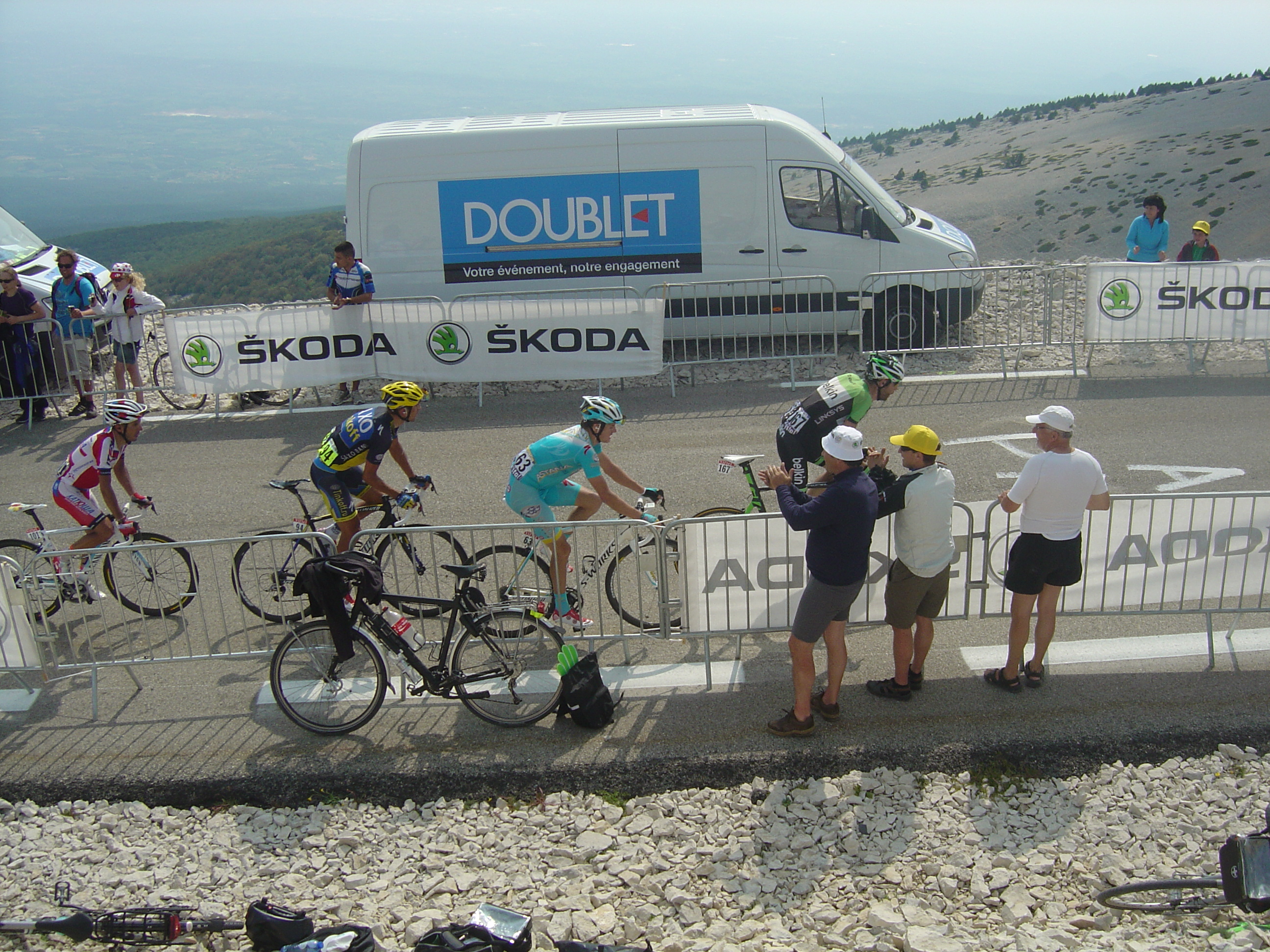
Laurens ten Dam, Jakob Fuglsang, Roman Kreuziger et Joaquim Rodríguez.

| Classement général | Classement général     | Classement général | Classement général      | Classement général  |
|                    | Coureur                | Pays               | Équipe                  | Temps               |
| ------------------ | ---------------------- | ------------------ | ----------------------- | ------------------- |
| 1er                | Christopher Froome     | Royaume-Uni        | Sky                     | en 61 h 11 min 43 s |
| 2e                 | Bauke Mollema          | Pays-Bas           | Belkin                  | + 4 min 14 s        |
| 3e                 | Alberto Contador       | Espagne            | Saxo-Tinkoff            | + 4 min 25 s        |
| 4e                 | Roman Kreuziger        | Tchéquie           | Saxo-Tinkoff            | + 4 min 28 s        |
| 5e                 | Laurens ten Dam        | Pays-Bas           | Belkin                  | + 4 min 54 s        |
| 6e                 | Nairo Quintana         | Colombie           | Movistar                | + 5 min 47 s        |
| 7e                 | Jakob Fuglsang         | Danemark           | Astana                  | + 6 min 22 s        |
| 8e                 | Joaquim Rodríguez      | Espagne            | Katusha                 | + 7 min 11 s        |
| 9e                 | Jean-Christophe Péraud | France             | AG2R La Mondiale        | + 7 min 47 s        |
| 10e                | Michał Kwiatkowski     | Pologne            | Omega Pharma-Quick Step | + 7 min 58 s        |
| modifier           |                        |                    |                         |                     |

### Classement par points

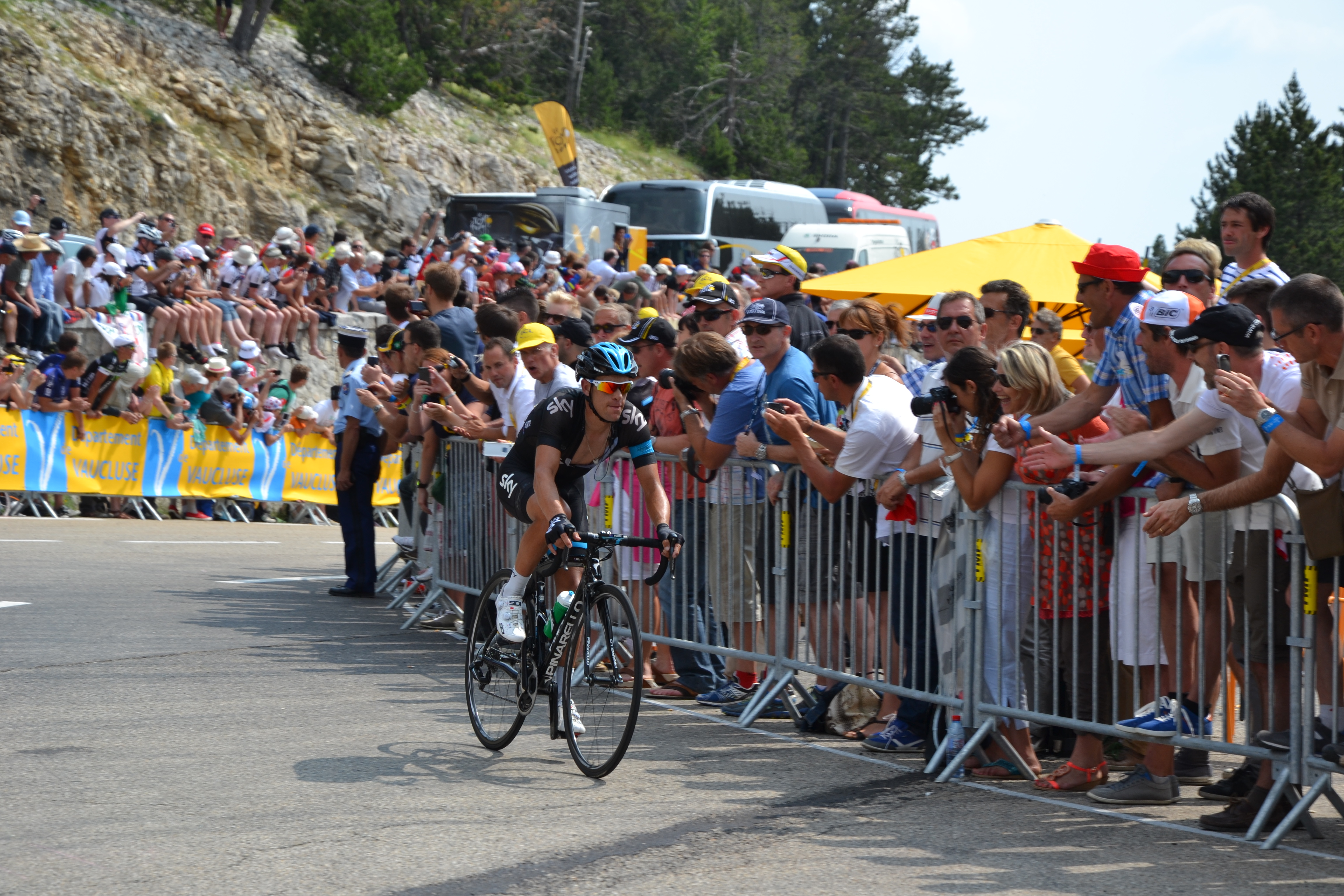
Richie Porte après son travail d'équipier.

| Classement par points | Classement par points | Classement par points | Classement par points   | Classement par points |
| --------------------- | --------------------- | --------------------- | ----------------------- | --------------------- |
|                       | Coureur               | Pays                  | Équipe                  | Point(s)              |
| 1er                   | Peter Sagan           | Slovaquie             | Cannondale              | 377 points            |
| 2e                    | Mark Cavendish        | Royaume-Uni           | Omega Pharma-Quick Step | 278 pts               |
| 3e                    | André Greipel         | Allemagne             | Lotto-Belisol           | 223 pts               |
| modifier              |                       |                       |                         |                       |

### Classement du meilleur grimpeur
| Classement du meilleur grimpeur | Classement du meilleur grimpeur | Classement du meilleur grimpeur | Classement du meilleur grimpeur | Classement du meilleur grimpeur |
| ------------------------------- | ------------------------------- | ------------------------------- | ------------------------------- | ------------------------------- |
|                                 | Coureur                         | Pays                            | Équipe                          | Point(s)                        |
| 1er                             | Christopher Froome              | Royaume-Uni                     | Sky                             | 83 points                       |
| 2e                              | Nairo Quintana                  | Colombie                        | Movistar                        | 66 pts                          |
| 3e                              | Mikel Nieve                     | Espagne                         | Euskaltel Euskadi               | 53 pts                          |
| modifier                        |                                 |                                 |                                 |                                 |

### Classement du meilleur jeune
| Classement général du meilleur jeune | Classement général du meilleur jeune | Classement général du meilleur jeune | Classement général du meilleur jeune | Classement général du meilleur jeune |
|                                      | Coureur                              | Pays                                 | Équipe                               | Temps                                |
| ------------------------------------ | ------------------------------------ | ------------------------------------ | ------------------------------------ | ------------------------------------ |
| 1er                                  | Nairo Quintana                       | Colombie                             | Movistar                             | en 61 h 17 min 30 s                  |
| 2e                                   | Michał Kwiatkowski                   | Pologne                              | Omega Pharma-Quick Step              | + 2 min 11 s                         |
| 3e                                   | Andrew Talansky                      | États-Unis                           | Garmin-Sharp                         | + 6 min 45 s                         |
| modifier                             |                                      |                                      |                                      |                                      |

### Classement par équipes
| Classement par équipes | Classement par équipes | Classement par équipes | Classement par équipes |
|                        | Équipe                 | Pays                   | Temps                  |
| ---------------------- | ---------------------- | ---------------------- | ---------------------- |
| 1re                    | Saxo-Tinkoff           | Danemark               | en 183 h 1 min 46 s    |
| 2e                     | Belkin                 | Pays-Bas               | + 3 min 36 s           |
| 3e                     | AG2R La Mondiale       | France                 | + 8 min 3 s            |
| modifier               |                        |                        |                        |